# Флорін Ніце
Флорі́н Константі́н Ні́це (рум. Florin Constantin Niță, нар. 3 липня 1987, Бухарест) — румунський футболіст, воротар клубу «Спарта» (Прага) і збірної Румунії.

## Ігрова кар'єра
Народився 3 липня 1987 року в місті Бухарест. Вихованець футбольної школи клубу «Конкордія» (Кіажна). Дорослу футбольну кар'єру розпочав 2007 року в основній команді того ж клубу, в якій провів шість сезонів, взявши участь у 117 матчах чемпіонату. 
До складу клубу «Стяуа» приєднався влітку 2013 року, проте програв конкуренцію Чіпріану Тетерушану, зігравши за перший сезон лише у 5 матчах чемпіонату. Навіть після того, як влітку 2014 року Тетерушану покинув команду, Ніце не зміг стати основним воротарем, програвши конкуренцію новачку Гедрюсу Арлаускісу. Наразі встиг відіграти за бухарестську команду 6 матчів в національному чемпіонаті.

## Титули і досягнення
- Чемпіон Румунії (2):

«Стяуа»: 2013-14, 2014-15
- Володар Кубка Румунії (1):

«Стяуа»: 2014-15
- Володар Кубка румунської ліги (2):

«Стяуа»: 2014-15, 2015-16
- Володар Суперкубка Румунії (1):

«Стяуа»: 2013
- Володар Кубка Чехії (1):

«Спарта»: 2019-20
| Дата       | Місто       | Господарі          | Результат | Гості              | Турнір                               | Голи | Примітки |
| ---------- | ----------- | ------------------ | --------- | ------------------ | ------------------------------------ | ---- | -------- |
| 9-11-2017  | Клуж-Напока | Румунія            | 2 – 0     | Туреччина          | товариський матч                     | -    | 71'      |
| 24-3-2018  | Нетанья     | Ізраїль            | 1 – 2     | Румунія            | товариський матч                     | -1   |          |
| 25-3-2021  | Плоєшті     | Румунія            | 3 – 2     | Північна Македонія | Відбір до ЧС 2022                    | -2   |          |
| 28-3-2021  | Бухарест    | Румунія            | 0 – 1     | Німеччина          | Відбір до ЧС 2022                    | -1   |          |
| 31-3-2021  | Єреван      | Вірменія           | 3 – 2     | Румунія            | Відбір до ЧС 2022                    | -3   |          |
| 6-6-2021   | Мідлсбро    | Англія             | 1 – 0     | Румунія            | товариський матч                     | -1   |          |
| 2-9-2021   | Рейк'явік   | Ісландія           | 0 – 2     | Румунія            | Відбір до ЧС 2022                    | -    | 76'      |
| 5-9-2021   | Бухарест    | Румунія            | 2 – 0     | Ліхтенштейн        | Відбір до ЧС 2022                    | -    |          |
| 8-9-2021   | Скоп'є      | Північна Македонія | 0 – 0     | Румунія            | Відбір до ЧС 2022                    | -    |          |
| 8-10-2021  | Гамбург     | Німеччина          | 2 – 1     | Румунія            | Відбір до ЧС 2022                    | -2   |          |
| 11-10-2021 | Бухарест    | Румунія            | 1 – 0     | Вірменія           | Відбір до ЧС 2022                    | -    |          |
| 11-11-2021 | Бухарест    | Румунія            | 0 – 0     | Ісландія           | Відбір до ЧС 2022                    | -    |          |
| 14-11-2021 | Вадуц       | Ліхтенштейн        | 0 – 2     | Румунія            | Відбір до ЧС 2022                    | -    |          |
| 25-3-2022  | Бухарест    | Румунія            | 0 – 1     | Греція             | товариський матч                     | -1   |          |
| 29-3-2022  | Нетанья     | Ізраїль            | 2 – 2     | Румунія            | товариський матч                     | -2   |          |
| 4-6-2022   | Подгориця   | Чорногорія         | 2 – 0     | Румунія            | Ліга націй УЄФА 2022-2023 - 1-й етап | -2   |          |
| Усього     |             | Матчів             | 16        |                    | Голів                                | -15  |          |